# グルコスルホンナトリウム
グルコスルホンナトリウム (glucosulfone sodium)、商品名プロミン (promin) はスルホン系の医薬品であり、マラリア、結核、ハンセン病の治療のため開発された。体内でダプソン（4,4'-ジアミノジフェニルスルホン）へと分解して作用する。

## 歴史
プロミンを最初に合成したのは、パーク・デイビス社のエドワード・ティリットソン (Edward Tillitson) とB・F・テュラー (B. F. Tuller) で、1937年8月のことだとされている。しかし、パーク・デイビスがこの化合物を合成したことは事実であるものの、実際にはこれが最初ではなかった。
すなわち、1908年にJ・ウィットマン (J. Wittman) とエミール・フロム (Emil Fromm) が種々のスルホン化合物を合成し、その中にはプロミンなどダプソンの誘導体も含まれていた。フロムとウィットマンは、化学的性質などにしか興味を持たなかったため、医薬品としての効果を調べる者は数十年後まで現れなかった。
スルホン系の化合物が医薬品として注目を浴びたのは、サルファ剤（スルホンアミド）が細菌による感染症の治療に、著しい効果を持つことが知られるようになってからである。調査は当初思わしい結果を出さなかったが、じきにプロミンやダプソンが、マイコバクテリア感染症に有効なことが明らかになった。これらの薬剤は、マイコバクテリア感染症に対する、初めての確実な治療薬であった。
プロミンは、ダプソンよりも安全性の点で優れているとみられたため、メイヨー・クリニックにおいて、モルモットを使った結核治療について、さらなる研究が行われた。またハンセン病と結核は、伴にマイコバクテリウム属の細菌（それぞれらい菌と結核菌）によって引き起こされることが既に知られていたことから、アメリカ合衆国ルイジアナ州カーヴィルにあった、国立ハンセン病療養所のガイ・ヘンリー・ファジェットは、パーク・デイビスにプロミンの情報を求めた。彼らはこれに答えて、セントルイス・ワシントン大学医学部のエドマンド・カウドリー (Edmund Cowdry) による、ラットでのハンセン病の研究結果をファジェットに知らせた。
カウドリーが1941年に発表したラットでのハンセン病に対する結果は薬の有効性を示したので、ファジェットはプロミンとアボット・ラボラトリーズによる類似の薬「スルホキソンナトリウム」について、ヒトでの治験開始を決意した。最初の試験は6人の志願者に対して行われ、のちに場所と被験者を増やして繰り返された。副作用が強かったため最初の試験は一時的に停止されたが、プロミンは治療に有効であることが示された。
この結果は、画期的なものとして世界中に知らされ、ハンセン病につきまとっていた汚辱的な印象（スティグマ）を緩和し、その時代「収容者」として公共の場所から遠ざけられていた、ハンセン病患者の扱いを向上させた。
日本では、1948年7月、吉富製薬がプロトミンの商品名で発売している。

## 薬理
プロミンは水溶性であり、熱に強いため加熱殺菌が可能である。静脈注射により投与することができ、アンプルの形で供給される。
のちに、構造がより単純で、経口投与出来る錠剤の形で投与できるダプソンと比べ、溶解性以外の利点が実質的にないことが明らかにされた。ダプソンに耐性が生じた場合、これはスルホン剤に共通するものであるため、プロミンなど類似の薬剤で代替することはできない 。
現在では、ハンセン病の治療に使われるのは主に、ダプソンのほかリファンピシンやクロファジミンである。